# Le Signe des quatre
Ne doit pas être confondu avec Les Quatre.
Le Signe des quatre (The Sign of the Four en version originale) est la deuxième aventure de Sherlock Holmes, écrite en 1889 par Arthur Conan Doyle et publiée en 1890. Le titre de ce roman, chronologiquement le premier du cycle de Sherlock Holmes à paraître en français, fut aussi traduit La Marque des quatre ou encore Le Pacte des quatre.

## Résumé
Ennuyé par le manque d'enquêtes, Sherlock Holmes s'adonne à la consommation de drogues pour s'occuper, ainsi qu'à diverses activités ennuyeuses, sous le regard inquiet de son colocataire, le docteur John Watson.
En 1888, une jeune cliente blonde, Miss Mary Morstan, se présente à Baker Street avec une énigme complexe. Son père, le Capitaine Arthur Morstan, a mystérieusement disparu dix ans plus tôt à son arrivée à Londres. Après avoir contacté le Major Sholto, ami de son père, celui-ci nie l'avoir vu. Quatre ans après la disparition, Mary commence à recevoir une perle précieuse chaque année pendant six ans. Avec la dernière perle arrive une lettre lui proposant un rendez-vous, affirmant qu'elle est une "femme lésée".
Holmes accepte l'affaire et découvre rapidement que le Major Sholto est mort une semaine avant que Mary ne reçoive la première perle. Le seul autre indice en possession de Mary est une carte d'une forteresse trouvée dans le bureau de son père, annotée des mots "Le Signe des Quatre : Jonathan Small, Mahomet Singh, Abdullah Khan, Dost Akbar", accompagnés de quatre petites croix.
Suivant les instructions de la lettre, Holmes, Watson et Mary se rendent au Théâtre Lyceum, où un cocher les conduit chez Thaddeus Sholto, fils du Major et expéditeur anonyme des perles. Thaddeus révèle alors la vérité : le Capitaine Morstan avait bien rendu visite au Major Sholto, exigeant sa part d'un trésor que ce dernier avait secrètement ramené d'Inde. Durant leur querelle, le Capitaine Morstan succombe à une crise cardiaque, se cognant la tête sur le coffre au trésor en tombant. Craignant d'être accusé de meurtre, le Major Sholto enterre le corps et cache le trésor, ne gardant qu'un petit diadème en or serti de douze perles. Thaddeus et son frère jumeau Bartholomew n'apprennent la vérité que sur le lit de mort de leur père, qui s'apprête à leur révéler l'emplacement du trésor lorsqu'un homme barbu apparaît à la fenêtre, provoquant la mort du Major, mort de peur. Les frères tentent en vain d'attraper l'intrus et découvrent une note épinglée sur le corps de leur père : "Le Signe des Quatre". Par la suite, Thaddeus commence à envoyer les perles à Mary pour réparer le tort causé, pendant que les frères recherchent le trésor. Six ans plus tard, Bartholomew trouve le trésor mais refuse de le partager, poussant Thaddeus à contacter Mary pour confronter ensemble son frère.
Le groupe se rend alors à Pondicherry Lodge, la demeure de Bartholomew et l'ancienne maison du Major à Upper Norwood. La gouvernante inquiète les informe que Bartholomew s'est enfermé dans son laboratoire et refuse d'en sortir. Pendant que Mary reste en bas pour réconforter la gouvernante, les autres montent au laboratoire. À travers la serrure, ils aperçoivent Bartholomew Sholto affalé sur sa chaise, le visage figé dans un "rictus fixe et contre nature". Après avoir forcé la porte, ils découvrent Bartholomew en état de rigidité cadavérique. Holmes trouve une épine empoisonnée au-dessus de son oreille. Le coffre au trésor a disparu, laissant un trou dans le plafond. Il trouve une boîte contenant un stock d'aiguilles empoisonnés.
Tandis que la police arrête à tort Thaddeus comme suspect, Holmes déduit des empreintes et autres indices que deux personnes sont impliquées dans le meurtre : Jonathan Small, un homme blanc unijambiste, et son complice, un petit homme des îles Andaman, qui a marché accidentellement dans de la créosote. Avec l'aide de Toby, un chien renifleur emprunté à un naturaliste, Holmes suit leur piste jusqu'à un débarcadère. Apprenant que Small a loué un bateau à vapeur nommé l'Aurora, Holmes, aidé des Irréguliers de Baker Street et de ses propres déguisements, localise le bateau dans un chantier naval non sans difficultés.
S'ensuit une poursuite sur la Tamise, durant laquelle l'insulaire tente de tirer une fléchette (celle qui restait dans sa sarbacane) sur Holmes mais est tué. Small essaie de s'enfuir en échouant l'Aurora mais est capturé. Watson apporte ensuite le lourd coffre au trésor à Mary Morstan mais il est vide : Small, refusant de rendre les pierres précieuses, les a jetées dans la Tamise pendant la poursuite.
Small raconte alors son histoire : ancien soldat du Third Buffs (en) en Inde, il perd sa jambe droite, dévorée par un crocodile dans le Gange. Devenu contremaître dans une plantation d'indigo, il doit fuir vers la forteresse d'Agra lors de la révolte de 1857. Une nuit de garde, il est maîtrisé par deux troupiers Sikhs qui montent la garde avec lui. Ils lui donnent le choix suivant : mourir ou les aider à intercepter Achmet, un serviteur déguisé d'un rajah hors-la-loi, qui transportait une boîte de bijoux destinée aux Britanniques. Le vol et le meurtre commis sont découverts car Achmet étant un agent du rajah, il était suivi par précaution. Néanmoins, les bijoux cachés ne sont pas trouvés. Small et ses complices sont condamnés aux travaux forcés aux îles Andaman.
Small le seul blanc de la prison a droit à des faveurs et apprend en servant les officiers que le Major Sholto gardien du bagne a perdu une très forte somme d'argent aux cartes. Il saisit cette opportunité et conclut un marché : Sholto récupérerait le trésor et enverrait en échange un bateau pour récupérer Morstan, Small et les Sikhs afin de partager le butin. Cependant, Sholto garde le trésor pour lui seul et rentre en Angleterre après avoir hérité de la fortune de son oncle. Morstan part à sa poursuite mais ne revient jamais, et Small jure de se venger. Quatre ans plus tard, Small s'évade avec l'aide de Tonga, un insulaire dont il avait sauvé la vie. C'est la nouvelle de cette évasion qui provoque la crise fatale de Sholto. Small arrive trop tard pour connaître l'emplacement du trésor mais laisse la note dans la chambre par vengeance. Quand Bartholomew trouve finalement le trésor, Small prévoyait simplement de le voler, mais Tonga un "sauvage", tue Bartholomew par plaisir avant que Small ne puisse l'en empêcher. Small furieux bat Tonga, qui s'enfuit et qui dans sa précipitation perd ses fléchettes ce qui conduit Sherlock Holmes sur leur piste.
Small conclut que ce trésor n'apporte que le malheur : la mort pour Achmet et Bartholomew, la peur et la culpabilité pour le Major Sholto, et pour lui-même, les travaux forcés à perpétuité.
Mary ne conserve que les perles comme seul trésor, mais elle et Watson sont tombés amoureux au cours de l'aventure. La perte du trésor élimine tout obstacle potentiel entre eux. Watson annonce qu'il a demandé Mary en mariage et qu'elle a accepté, au grand agacement de Holmes, qui voit d'un mauvais œil ce sentiment qui pourrait le priver d'un précieux collaborateur.

## Rédaction et publication
Conan Doyle débute la rédaction du Signe des Quatre à la suite d'un dîner littéraire organisé en août 1889 par Joseph Stoddart, directeur d'une toute nouvelle revue littéraire américaine intitulée Lippincott's Monthly Magazine. Stoddart cherchait à publier des romans d'auteurs britanniques. Demandant conseil à son confrère John Payn, ce dernier lui recommande Arthur Conan Doyle, parmi d'autres noms. Conan Doyle vient en effet de rencontrer en début d'année un grand succès avec son roman historique Micah Clarke. Stoddart organise alors un dîner littéraire à Londres à la fin du mois d'août, où sont conviés Oscar Wilde et Thomas Patrick Gill (un parlementaire irlandais) en plus de Conan Doyle. À la fin du dîner, Stoddart parvient à obtenir de Conan Doyle, ainsi que de Wilde, la promesse d'un nouveau roman à paraître dans le Lippincott's Monthly Magazine. Wilde propose par la suite Le Portrait de Dorian Gray, tandis que Conan Doyle propose Le Signe des Quatre.
Conan Doyle, pour satisfaire son engagement, doit arrêter temporairement la rédaction de La Compagnie blanche, un nouveau roman historique débuté en avril 1889. Cependant, il souhaite reprendre rapidement l'écriture de La Compagnie blanche, et rédige donc Le Signe des Quatre avec un certain empressement : James McCearney écrit ainsi dans sa biographie de Conan Doyle : « Le Signe des Quatre est une corvée alimentaire qui l'empêche de se consacrer à ses études historiques ; il veut en finir au plus vite ». Pour se simplifier la tache, l'auteur reprend les personnages d'Une étude en rouge : Sherlock Holmes et le Docteur Watson, qu'il ne pensait pas réemployer après son premier roman. La rédaction du Signe des Quatre dure seulement un mois et est terminée fin septembre 1889.
En conséquence de l'empressement de sa rédaction, le roman comporte plusieurs incohérences. Watson, qui expliquait avoir été blessé à l'épaule en Afghanistan dans Une étude en rouge, se plaint ici de sa blessure à la jambe. Par ailleurs, le roman contient certaines incohérences temporelles : un message rédigé en juillet est porté « de toute urgence » à Holmes qui le reçoit en septembre.
Le Signe des Quatre paraît dans le Lippincott's Monthly Magazine en février 1890, avant d'être réédité en volume en octobre 1890 aux États-Unis. Conan Doyle reçoit £100 de droits pour l'édition américaine, et garde ses droits d'auteur sur Le Signe des Quatre, contrairement à Une étude en rouge.
En français, le livre est paru en 1896 chez Hachette sous le titre La Marque des quatre, dans une traduction anonyme de la comtesse d'Oilliamson Jeanne de Polignac. Du 18 janvier 1896 au 14 février 1896, il avait paru sous forme de roman-feuilleton dans Le Temps.

## Illustrations

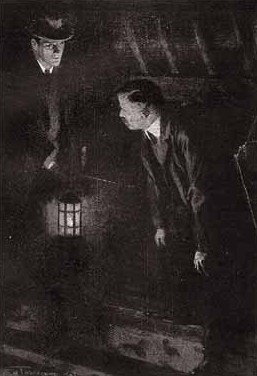
Illustration par F.H. Townsend.
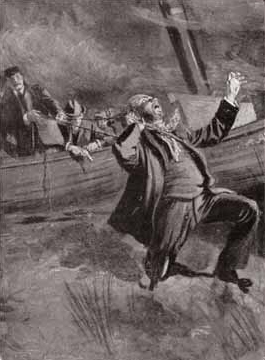
Illustration par F.H. Townsend.

## Analyse
Le roman est notamment connu dans l'univers holmésien pour les déductions que Holmes parvient à tirer au sujet du propriétaire d'une montre que lui tend Watson. Holmes détermine sans erreur que la montre appartenait au frère de Watson à partir des initiales gravées sur l'objet. Ce frère était un homme alcoolique ayant alterné les périodes d'aisance et de pauvreté, ce dernier élément étant déduit du fait que la montre porte quatre marques de prêteur sur gage. Dans un article d'analyse intitulé « Sherlock Holmes : Le Roi des détectives, le détective des rois » paru en septembre 1971 dans le mensuel Mystère magazine n°283, Francis Lacassin commente ce passage du roman et remarque que « Le raisonnement est convaincant, mais il n'est pas à l'abri de la contestation. [La montre] aurait pu appartenir à un Henry Wilson sans parenté avec Watson qui aurait pu l'acheter la veille chez un brocanteur. Les quatre gages auraient pu être le fait de possesseurs successifs n'ayant entre eux aucun lien. Le tremblement des mains caractérise aussi des maladies nerveuses sans rapport avec la consommation d'alcool ou de stupéfiants. Il importe peu : le lecteur ne réclame pas de Holmes l'authentique, mais le merveilleux. »

## Adaptations
Le Signe des quatre est adapté à plusieurs reprises au cinéma et à la télévision. La liste complète des adaptations est la suivante :
| Année | Titre                                                          | Pays                          | Réalisateur                 | Holmes               | Watson             |
| ----- | -------------------------------------------------------------- | ----------------------------- | --------------------------- | -------------------- | ------------------ |
| 1913  | Sherlock Holmes Solves the Sign of the Four                    | États-Unis                    | Lloyd Lonergan              | Harry Benham         | Charles Gunn       |
| 1923  | The Sign of Four                                               | Royaume-Uni                   | Maurice Elvey               | Eille Norwood        | Arthur Cullin      |
| 1932  | The Sign of Four: Sherlock Holmes' Greatest Case               | Royaume-Uni                   | Graham Cutts                | Arthur Wontner       | Ian Hunter         |
| 1968  | The Sign of the Four Épisode de la série télévisée de la BBC   | Royaume-Uni                   | William Sterling            | Peter Cushing        | Nigel Stock        |
| 1974  | Das Zeichen der Vier                                           | France / Allemagne de l'Ouest | Jean-Pierre Decourt         | Rolf Becker          | Roger Lumont       |
| 1983  | Le Signe des quatre                                            | Royaume-Uni                   | Desmond Davis               | Ian Richardson       | David Healy        |
| 1983  | Sherlock Holmes and the Sign of Four (dessin animé)            | Australie                     | Ian Mackenzie Alex Nicholas | Peter O'Toole (voix) | Earle Cross (voix) |
| 1983  | Сокровища Агры (Les Trésors d'Agra)                            | Union soviétique              | Igor Maslennikov            | Vasili Livanov       | Vitali Solomin     |
| 1987  | The Sign of Four Épisode de la série télévisée Sherlock Holmes | Royaume-Uni                   | Peter Hammond               | Jeremy Brett         | Edward Hardwicke   |
| 1991  | Sherlock Holmes et la croix de sang                            | Royaume-Uni / États-Unis      | Fraser Clarke Heston        | Charlton Heston      | Richard Johnson    |
| 2001  | The Sign of Four                                               | Canada                        | Rodney Gibbons              | Matt Frewer          | Kenneth Welsh      |
| 2024  | Le Signe des Quatre                                            | France                        | Christophe Delort           | Christophe Delort    | Florian Maubert    |

Parmi ces adaptations, il est à noter que le film The Sign of Four de 1923 a la particularité de moderniser le scénario du roman, introduisant notamment une séquence de course-poursuite en voiture. Le film Sherlock Holmes et la croix de sang de 1991 propose quant à lui une fin alternative à celle de l'œuvre de Conan Doyle.
D'autres œuvres font également référence au Signe des quatre, sans être pour autant des adaptations du roman. En 1905, dans le film Adventures of Sherlock Holmes; or, Held for Ransom, un groupe de malfaiteurs emploie le nom du « Signe des quatre » pour envoyer une demande de rançon à un notable londonien. En 1984, le premier épisode de la série d'animation Sherlock Hound, intitulé en français « Les Quatre Signatures », s'inspire plus largement de l'intrigue du roman : l'épisode se concentre sur une poursuite en bateau liée au fait que des pirates du Bengale souhaitent récupérer un trésor.

## Livre audio en français
- Arthur Conan Doyle, Le signe des 4 [« The Sign of Four »], Paris, La Compagnie du Savoir, coll. « Les enquêtes de Sherlock Holmes », 2011 (EAN 3760002133423, BNF 42489655)Narrateur : Cyril Deguillen ; support : 1 disque compact audio ; durée : 4 h 42 min environ ; référence éditeur : La Compagnie du Savoir CDS276. Le nom du traducteur n'est pas indiqué. Le titre est typographié avec un chiffre par l'éditeur et reproduit ainsi dans la notice BnF.